# Xiao Yang
Xiao Yang (肖扬S, Xiāo YángP; Heyuan, 1º agosto 1938 – Pechino, 19 aprile 2019) è stato un magistrato e politico cinese, presidente della Corte suprema del popolo per due mandati.

## Biografia
Xiao Yang è nato a Heyuan, nel Guangdong. Di etnia Han, Xiao Yang ha aderito al Partito Comunista Cinese durante la rivoluzione culturale nel maggio 1966. Si è laureato nel 1962 in scienze giuridiche presso l'Università Renmin di Cina (中国人民大学) a Pechino.
È stato il ministro della giustizia dal 1993 al 1998.  È stato eletto quale presidente della Corte suprema del popolo nel 1998 per sostituire Ren Jianxin ed è stato rieletto nel 2003 per il secondo mandato (terminato nel 2007). È stato membro del 15º e 16º Comitato centrale del PCC.